# C24H26O6
化学式C24H26O6（摩尔质量：410.46 g/mol）可以指：
- 倒捻子素，CAS号：6147-11-1
- 异倒捻子素，CAS号：19275-44-6
- 五甲氧基红，CAS号：1755-51-7

|  | 这个同类索引页列出了具有相同分子式的化学物（即同分異構體）条目。 除非您是有意链接至本页，否则应将相应条目的内部链接指向正确的条目。 |